# Агатис яйцевидный
Агатис яйцевидный (лат. Agathis ovata) — вид хвойных растений рода Агатис (Agathis) семейства Араукариевые (Araucariaceae).
Эндемик Новой Каледонии. Встречается на высотах от 150 до 1150 метров над уровнем моря. Растёт на ультраосновных почвах и в маквисе, как правило, ограничиваясь скальными выходами.
Вечнозелёный кустарник или небольшое дерево с прямым стволом, высотой 1-8 (максимум до 25) метров. Ветви начинаются от основания вверх с широкой, плоской кроной. Кора имеет глубокие трещины, и, как правило, беловато-коричневая снаружи и красно-коричневая снизу.
Горнодобывающая деятельность и пожары являются основными угрозами для вида. Несколько субпопуляций на больших высотах встречаются в охраняемых районах.